# Guttenberg (Iowa)
Guttenberg – miasto w Stanach Zjednoczonych, w stanie Iowa, w hrabstwie Clayton. W 2000 liczyło 1987 mieszkańców.